# Drive on Moscow
Drive on Moscow est un jeu vidéo de type wargame développé par la société américaine Shenandoah Studio, sorti le 21 novembre 2013.

## Accueil
Le jeu a une note moyenne de 90 % sur Metacritic basé sur quatre notes.
Gamezebo a dit du jeu dans son test : « Drive on Moscow est un triomphe, un jeu aussi vaste que la campagne qu'il cherche à simuler. Shenandoah continue de redéfinir à lui seul le genre de stratégie sur iOS, et vous devriez monter à bord: le prix d'entrée semble élevé mais il vaut chaque centime ».
4Players décrit le jeu ainsi dans son test : « Beau design, mécanique intelligente qui défie le tacticien. Si vous aimez les jeux de guerre, alors vous ne devriez pas manquer ce joyau. »
Pocket Gamer parle du jeu en ces termes : « Une autre tranche de jeu tactique exigeant et sans fioritures de Shenandoah, Drive on Moscow ne bricole pas beaucoup avec la mécanique de Battle of the Bulge, mais son nouveau cadre en fait un défi tout aussi intéressant ».